# Parc d'État de Kartchner Caverns
Le parc d'État de Kartchner Caverns est un parc d'État de l'Arizona aux États-Unis. Il est situé à 14 km au sud de la ville de Benson, ou à environ 90 km au sud-ouest de la ville de Tucson. 
Le parc comprend de nombreuses formations géologiques du Paléozoïque ainsi que des grottes touristiques qui s'ouvrent sur le flanc oriental des montagnes de Whetstone, dans la Forêt nationale de Coronado. Les cavernes Kartchner, creusées dans les calcaires, contiennent d'impressionnantes stalactites et autres spéléothèmes qui croissent continuellement depuis plus de 50 000 ans. La température moyenne des grottes est de 21 °C.
Ces cavités naturelles sont protégées et gérées par l'État d'Arizona.

## Historique
Les grottes Kartchner sont découvertes en novembre 1974 par deux jeunes spéléologues, Randy Tufts et Gary Tenen. Cependant, ils ne révèlent pas tout de suite l'existence des grottes et gardent le secret de leur découverte pendant 4 ans, afin de les protéger du vandalisme. En février 1978, les spéléologues-inventeurs décident de révéler l'existence de la cavité aux propriétaires, James et Lois Kartchner. Des projets d'aménagement de la cavité n'aboutissent pas et des membres de la famille Kartchner, séduits par la gestion des parcs naturels de l'Arizona, décident de faire une proposition à leurs gestionnaires. L'existence de la grotte est rendue publique en 1988, lorsque les propriétaires vendent le terrain à l'État d'Arizona afin d'y créer un parc et d'aménager la grotte au public,. La cavité est accessible au public depuis le 5 novembre 1999. 